# Thirteen Strings Chamber Orchestra
Le Thirteen Strings Chamber Orchestra est un ensemble canadien de musique baroque, classique et contemporaine basé à Ottawa.

## Historique
Le Thirteen Strings Chamber Orchestra a été fondé en 1975-1976 par le chef d’orchestre Brian Law et quelques instrumentistes de l’Orchestre du Centre national des arts (National Arts Centre Orchestra, NACO),,. Law a été chef d'orchestre jusqu'à la fin de la saison 1990-1991.
L'orchestre est composé de treize instrumentistes professionnels et est actuellement dirigé par le chef d'orchestre et violoniste irlandais Kevin Mallon.

## Répertoire
Bien que conçu initialement principalement comme un ensemble de musique baroque, avec les Concerti grossi Opus 6 de Haendel comme œuvre charnière de sa première saison en 1976-1977, l'orchestre a un répertoire très varié, couvrant la musique allant de l'ère baroque  au XXIe siècle,,.
Thirteen Strings s'attache à promouvoir les talents canadiens, et a commandé plus d'une centaine d'œuvres à des compositeurs canadiens,, : il a ainsi présenté, entre autres, des œuvres de Sir Ernest MacMillan et Harry Somers, et a créé la Compline Cantata de John Reeves (1980), le Virelai de Patrick Cardy (1985), le Concerto pour clavecin et cordes de Manus Sasonkin (1988), la Sérénade pour cordes de Gary Kulesha (1988), le Divertimento pour cordes de Srul Irving Glick (1988), la Sérénade pour clarinette et orchestre à cordes de Derek Holman (1989) et Burnt Offerings de Steven Gellman (1990).

## Discographie
Les enregistrements de l'ensemble Thirteen Strings sont publiés par les labels Marquis Classics et Naxos, :
- 1995 : Lucrezia de Handel, Salve Regina de Domenico Scarlatti et Nisi Dominus d'Antonio Vivaldi, avec la mezzo-soprano Catherine Robbin (Marquis Classics ERAD 129)
- 2015 : Symphonies Op. 2 de Franz Ignaz Beck (Naxos 8.572333)
- 2022 : Sinfonia Antiqua - One Sail - Forgotten Dreams - Upper Canada Fiddle Suite de John Burge